# Hans Helmut Müller (Bühnenbildner)
Hans Helmut Müller (* 5. Juli 1930 in Schwerin; † 2009) war ein deutscher Bühnen- und Kostümbildner, Maler und Grafiker.

## Leben und Werk
Müller studierte an der Fachschule für angewandte Kunst in Wismar bzw. Heiligendamm und von 1954 bis 1958 in der Fachrichtung Malerei an der Kunsthochschule Berlin-Weißensee. Danach war er Bühnenbildassistent bzw. Bühnenbildner an der Komischen Oper Berlin. Er arbeitete als freischaffender Künstler auch für weitere Theater, so für das Theater Greifswald, die Kammerspiele des Deutschen Theaters und die Volksbühne.
Müller war bis 1990 Mitglied des Verbands Bildender Künstler der DDR.
Er war mit der Malerin, Künstlerin und Hochschullehrerin Barbara Müller-Kageler verheiratet, mit der er in Berlin-Adlershof lebte. Ihr gemeinsamer Sohn ist der Maler Felix Müller.

## Teilnahme an Ausstellungen (unvollständig)
- 1967: Prag, Prager Quadriennale („Das Bühnenbild in der Deutschen Demokratischen Republik“)
- 1977/1978 und 1987/1988: Dresden, VIII. und X. Kunstausstellung der DDR